# 미란다 게리슨
미란다 게리슨(Miranda Garrison, 1950년 1월 1일 ~ )은 미국의 배우, 안무가, 영화배우이다.

## 영화
- 로라 (1997년)
- 렛 잇 비 미 (1995년)
- 금지된 춤 (1990년)
- 할리우드 차차차 (1988년)
- 살사 댄싱 (1988년)
- 더티 댄싱 (1987년)
- 제너두 (1980년)
- 파괴자 (1977년)